# Bauchi jezik
Bauchi jezik (ISO 639-3: bsf; bauci, baushi, kushi), voltaško-kongoanski jezik uže skupine kainji, kojim govori oko 20 000 ljudi (1988 R. Blench) u nigerijskoj državi Niger, u LGA Rafi i Shiroro.
Bauchi zajedno s jezikom gurmana [gvm] čini zapadnokainjsku podskupinu baushi-gurmana. Ima tri dijalekta: wayam-rubu, madaka (adeka) i supana.

## Vanjske poveznice
- Ethnologue (14th)
- Ethnologue (15th)